# Вільям Менсфілд, 1-й барон Сандгерст
Вільям Роуз Менсфілд, 1-й барон Сендгерст (англ. William Rose Mansfield, 1st Baron Sandhurst; 21 червня 1819 — 23 червня 1876 — британський військовий командувач, який служив головнокомандувачем в армії Британської Індії з 1865 по 1870 рік.
У Бомбеї є місцева залізнична станція, названа на честь барона Сендгерста. Станція Сандгерст Роуд на Центральній лінії.

## Походження та ранні роки
Менсфілд народився в Рукслі, Кент, п'ятим із семи синів Джона Менсфілда з Діггесвелл Хаус у Гертфордширі та його дружини, Мері Бьюкенен Сміт, доньки генерала Семюеля Сміта з Балтімора в Сполучених Штатах. Його дідом був відомий юрист сер Джеймс Менсфілд, генеральний соліситор з 1780 по 1782 рік і в 1783 році та головний суддя загальних прохань з 1804 по 1814 рік[1].
У 1854 році він одружився з Маргарет Феллоуз, яка після його смерті стала відомою суфражисткою та спіритуалісткою.

## Військова кар'єра
Менсфілд здобув освіту в Королівському військовому коледжі в Сандгерсті та був зарахований до 53-го піхотного полку як прапорщик у 1835 році. 31 серпня 1838 року його підвищили до лейтенанта, а 10 лютого 1843 року — до капітана. Переважно він служив в Індії та брав участь у кампанії Сутледж 1845–1846 років. 3 грудня 1847 року, отримавши звання майора, він командував 53-м полком у Пенджабі з 1848 по 1849 рік і брав участь в операціях у Пешаварі в 1851 та 1852 роках[1], отримавши звання підполковника 9 травня 1851 року та полковника 6 жовтня 1854 року.
У 1855 році, під час Кримської війни, Менсфілд був призначений військовим радником посла в Константинополі лорда Стратфорда де Редкліффа та супроводжував його до Криму. Потім він повернувся до Індії та служив начальником штабу під час кампанії Повстання сипаїв з 1857 по 1859 рік, спочатку з місцевим званням генерал-майора. Його роль під час облоги Лакхнау в листопаді 1857 року призвела до його призначення лицарем-командором ордена Лазні в березні 1858 року. Отримавши звання генерал-майора 18 травня 1858 року, він служив головнокомандувачем Бомбейської армії з 1860 по 1865 рік, а також головнокомандувачем в Індії з 1865 по 1870 рік. За цей час він став лицарем Великим командором ордена Зірки Індії, а згодом лицарем Великим хрестом ордена Лазні. Потім Менсфілд був головнокомандувачем в Ірландії з 1870 по 1875 рік. 23 травня 1872 року його підвищили до повного генерала.
У 1871 році він був прийнятий до Ірландської таємної ради та отримав титул барона Сендгерст з Сендгерста в графстві Беркшир.
Сендгерст помер у Лондоні 2 червня 1876 року у віці 57 років і був похований у церкві Дігсвелл, Гертфордшир. Його титул барона успадкував його старший син Вільям, який був створений віконтом Сендгерст у 1917 році. Однак цей титул згас після його смерті, тоді як його молодший брат успадкував титул барона.